# 武汉冰雪中心
武汉冰雪中心是位于武汉市汉阳区的一座室内滑雪场，内建三条雪道，包括一条长50米坡度6°的练习道、长100米坡度6°的初级道和长200米坡度11°的中级道，以及设有地形公园

。
该滑雪场坐落在武汉市汉阳区四新南路608号，于2024年8月8日启用，为武汉中心城区最大的室内滑雪商业综合体。